# Домбрувка-Косьцельна (Підляське воєводство)
Домбрувка-Косьцельна (пол. Dąbrówka Kościelna) — село в Польщі, у гміні Шепетово Високомазовецького повіту Підляського воєводства.
Населення — 376 осіб (2011).
У 1975-1998 роках село належало до Ломжинського воєводства.

## Демографія
Демографічна структура станом на 31 березня 2011 року:
|          | Загалом | Допрацездатний вік | Працездатний вік | Постпрацездатний вік |
| -------- | ------- | ------------------ | ---------------- | -------------------- |
| Чоловіки | 183     | 44                 | 109              | 30                   |
| Жінки    | 193     | 42                 | 91               | 60                   |
| Разом    | 376     | 86                 | 200              | 90                   |